# Alpha Coronae Borealis
Désignations
Alpha Coronae Borealis (α CrB / α Coronae Borealis) est une étoile binaire de deuxième magnitude située dans la constellation de la Couronne boréale, dont elle est l'étoile la plus brillante. D'après la mesure de sa parallaxe annuelle par le satellite Hipparcos, le système est situé à environ ∼ 75 a.l. (∼ 23 pc) de la Terre.

## Nomenclature, histoire et mythologie

### Du ciel des Grecs et des Arabes à l'UAI
Alphecca est le nom approuvé pour α CrB par l’Union astronomique internationale (UAI). C’est l’arabe الفكّة al-Fakka, « le Bris », qui est, dans le ciel arabe traditionnel, le nom de la constellation à laquelle cette étoile appartient,. 
En fait le parcours de ce nom est plus compliqué. Les traducteurs de la Μαθηματική σύνταξις de Ptolémée, al-Ḥağğāğ b. Maṭar et Isḥāq b. Ḥunayn, rendirent au IXe siècle la Στέφανος βόρειος par اكليل الشمالي al-Iklīl al-Šamālī, de même signification, mais gardèrent en même temps le nom qu’ils avaient en propre, الفكّة al-Fakka, « le Bris », et ils donnèrent à l’étoile la plus brillante de cette constellation, dans le cadre du ciel gréco-arabe, le nom de منير الفكّة Munīr al-Fakka. Mais, comme les noms ont tendance à se raccourcir sur l’astrolabe, cette étoile y figure sous le deux noms, l’appellation première, soit منير الفكّة Munīr al-Fakka, et l’appellation raccourcie, الفكّة al-Fakka, « le Bris », et cela dès le XIe siècle. C’est ainsi que dès les premières traductions latines des textes de l’astrolabe autour de l’an mil, on rencontre les deux noms, Alfeka et Munir Elfeca,, si bien que l’on peut lire: Arad : ...Mumir, ....Alpheta, fortè Munir, Alphecca, seu Alphacca sequens dans l’Uranometria de Johann Bayer (1603). La graphie Alphecca que donne Johann Elert Bode , reprise comme la forme commune chez Richard Hinckley Allen (1899), donnée par Paul Kunitzsch & Tim Smart , est celle retenue par l’UAI.
Gemma est un nom né à la Renaissance d’une discussion entre philologues sur la Couronne Australe, et indique les « joyaux », en latin gemmis (ablatif pluriel) ornant la-dite Couronne. Placé à côté de Alphecca chez Johann Elert Bode, il est encore noté chez Richard Hinckley Allen (1899), qui donne encore Margarita Coronae, ce est adapté en français avec l’appelllation de Perle.

### En Chine
α CrB est 貫索四, soit « la 4e étoile » de l'astérisme de l'astérisme 貫索 (pinyin : Guàn suǒ), « le Cordon ».

## Propriétés

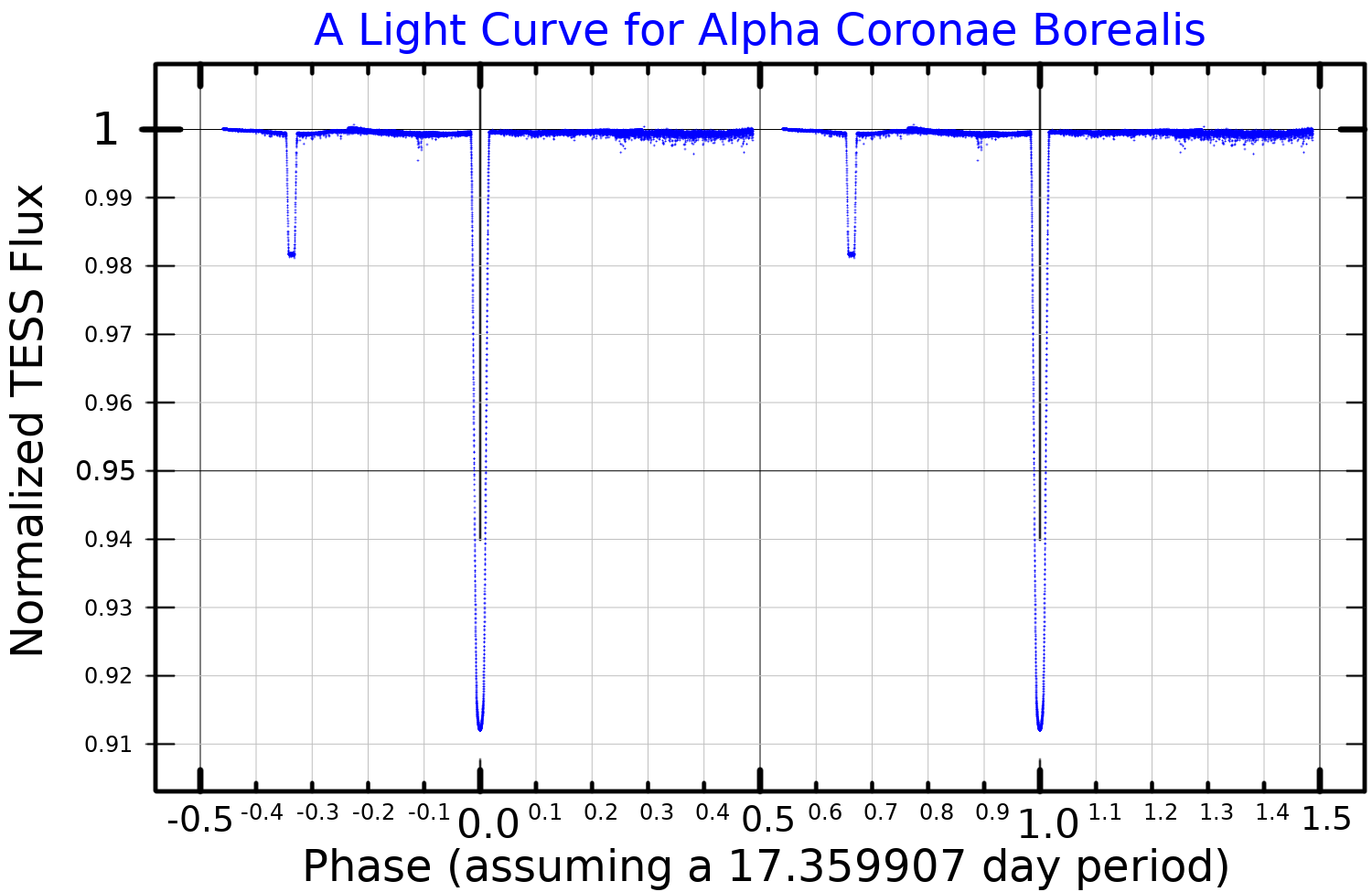
Courbe de lumière d'Alpha Coronae Borealis, issue des données du télescope spatial TESS.

Alphecca est une étoile binaire à éclipses, dont le système est semblable à celui d'Algol (β Per). Ce système a une période de 17,36 jours, avec une magnitude variant entre +2,21 à +2,32 dans la bande B, ce qui est très difficilement notable à l'œil nu.
L'existence d'un grand disque de matière et de poussière autour d'Alphecca a été démontrée, ce qui fait penser à un système de planètes ou de protoplanètes, comme autour de Véga, actuellement. Le fait que ce système dynamique d'étoile double possède un système est le sujet d'un débat intense.